# 埃纳尔·卡尔松 (摔跤运动员)
埃纳尔·卡尔松（瑞典語：Einar Karlsson，1908年9月1日—1980年2月17日），瑞典男子摔跤运动员。他曾代表瑞典参加1932年和1936年夏季奥林匹克运动会摔跤比赛，共获得二枚铜牌。